# 대구도시개발공사
대구도시개발공사(大邱都市開發公社, DUCO,Daegu Urban Development Corporation)는 대구광역시의 택지개발 및 주택 건설을 효과적으로 시행하기 위해 설립한 지방정부 투자기관이다. 특히 지방개발공사로서는 대한민국에서 최초로 1988년에 설립되었다. 아파트 브랜드는‘청아람’이며, 본사는 북구 고성동3가 남침산네거리에 있다.

## 연혁
- 1988년 8월 17일 "대구직할시 토지주택개발공사"로 설립 (수성구 범어동)
- 1989년 3월 29일 "대구직할시 도시개발공사"로 명칭 변경
- 1994년 8월 사보 《새도시》 창간
- 1995년 1월 1일 "대구광역시 도시개발공사"로 명칭 변경
- 1995년 5월 현 사옥 이전 (북구 고성동3가)
- 1998년 12월 국채보상운동기념공원 및 "달구벌대종 및 종각" 준공
- 2003년 4월 2003 대구 하계 유니버시아드 대회 선수촌 준공(동서변지구)
- 2008년 3월 10일 "대구광역시도시개발공사"에서 "대구도시공사"로 사명 변경
- 2022년 9월 1일 대구도시개발공사로 사명 변경.

## 택지개발사업
- 지산지구 (1992년)
- 범물지구 (1993년)
- 상인지구 (1994년)
- 노변지구 (1995년)
- 시지지구 (1997년)
- 용산지구 (1998년)
- 장기지구 (1999년)
- 동서변지구 (2002년)
- 죽곡1지구 (2007년)
- 죽곡2지구 (개발 중)

## 산업단지조성
- 달성2차 지방산업단지
- 성서4차 지방산업단지
- 구 삼성상용차부지 재개발사업
- 성서5차 첨단산업단지(조성중)

## 공영주택건립
- 지산1~5단지
- 범물1~4단지(용지아파트)
- 상인1~5단지(비둘기,장미,은행)
- 시지1~4단지(하나,두레,누리,청솔)
- 노변목련타운
- 용산파크
- 장기누림타운
- 서변그린타운
- U대회 선수촌1~2단지
- 학정청아람
- 대실역 청아람1~2단지
- 죽곡청아람(건립중)
- 달성2차청아람(건립중)

## 주거환경개선사업
- 침산2지구
- 남산까치아파트
- 신암강남아파트
- 침산제일아파트
- 고성아파트
- 신천송라아파트
- 이천강변타운
- 침산옥석타운
- 신천가람타운
- 동인시티타운
- 동촌강나루타운
- 삼덕빌라
- 신암그린타운
- 남산그린타운
- 수성그린타운
- 신암청아람
- 신천청아람(건립중)
- 죽곡청아람푸르지오
- 삼덕청아람리슈빌
- 수성알파시티

## 기타사업
- 국채보상운동기념공원 건립
- 유니버시아드레포츠센터 운영